# Bistum Zaku
Das Bistum Zaku und Amadiyah (lateinisch Dioecesis Zachuensiset Amadiensis) ist ein mit der römisch-katholischen Kirche uniertes chaldäisch-katholische Bistum mit Sitz in Zaxo, Irak.
Das Bistum wurde 1850 als Bistum Zaku gegründet. Aufgrund der Christenverfolgung und der damit gesunkenen Anzahl an Gläubigen im Irak, wurde das Bistum Zaku am 11. Juli 2013 mit dem Bistum Amadiyah zum Bistum Zaku und Amadiyah vereinigt. Im Juni 2020 hob der chaldäische Patriarch Louis Raphaël I. Kardinal Sako die Vereinigung im Einvernehmen mit der Synode der chaldäisch-katholischen Kirche wieder auf und stellte das Bistum Amadiyah unter dem Namen Bistum Dohuk als eigenständiges Bistum mit dem bisherigen Bischof Rabban al-Qas wieder her. Für das Bistum Zaku wählte die Synode den bisherigen Chorbischof Felix Dawood Al Shabi zum neuen Bischof. Papst Franziskus bestätigte die Teilung der Bistümer und die Bischofsernennung am 27. Juni 2020.

## Ordinarien
- Andrea Emmanuele Asmar (1859–…)
- Stefano Kaynoja (1884–…)
- Jeremie-Timothee Makdassi (1892–1929)
- Pierre Aziz Ho (1929–1937)
- Jean Nissan (1937–1956)
- Thomas Reis (1957–1965)
- Gabriel Koda (1965–1968), dann Erzbischof von Kirkuk
- Joseph Babana (1968–1973)
- Hanna Paulus Marcus (1973–1983)
- Stéphane Katchou (1983–1987)
- Petros Hanna Issa Al-Harboli (2001–2010)
- Rabban al-Qas (2013–2020)
- Felix Dawood Al Shabi (seit 2020)